# Фундата (комуна)
Фундата (рум. Fundata) — комуна у повіті Брашов в Румунії. До складу комуни входять такі села (дані про населення за 2002 рік):
- Фундата (526 осіб) — адміністративний центр комуни
- Фундецика (133 особи)
- Ширня (349 осіб)

Комуна розташована на відстані 127 км на північний захід від Бухареста, 34 км на південний захід від Брашова.

## Населення
За даними перепису населення 2002 року у комуні проживали 1008 осіб.
Національний склад населення комуни:
| Національність | Кількість осіб | Відсоток |
| -------------- | -------------- | -------- |
| румуни         | 1006           | 99,8%    |
| угорці         | 2              | 0,2%     |

Рідною мовою назвали:
| Мова      | Кількість осіб | Відсоток |
| --------- | -------------- | -------- |
| румунська | 1007           | 99,9%    |
| угорська  | 1              | 0,1%     |

Склад населення комуни за віросповіданням:
| Релігія       | Кількість осіб | Відсоток |
| ------------- | -------------- | -------- |
| православні   | 1006           | 99,8%    |
| римо-католики | 1              | 0,1%     |
| реформати     | 1              | 0,1%     |